# Бобров, Глеб Леонидович
Глеб Леони́дович Бобро́в (род. 16 сентября 1964, г. Красный Луч, УССР) — русский писатель, публицист.

## Биография
Родился 16 сентября 1964 года в городе Красный Луч Ворошиловоградской области в семье педагогов. После окончания средней школы был призван в армию. Служил снайпером и санинструктором в 860-м отдельном мотострелковом полку в Афганистане (Файзабад, провинция Бадахшан; 1983—1985). Награждён медалью ДРА «За отвагу».
После армии работал преподавателем начальной военной подготовки, художником, менеджером, с 2002 года журналист.
С 1992 года пишет прозу. С 1995 года публикуется в литературных журналах «Подъём», «Звезда», «Бийский вестник», «День и ночь», «Сибирские огни», в альманахе «Крылья».
В 2007 году в издательстве «Эксмо» выходит книга «Солдатская сага», включающая всю прозу Глеба Боброва об афганской войне.
В 2014 году афганская проза Боброва была переиздана издтельством «Яуза» — сборник «Снайпер в Афгане. Порванные души». В 2019 году — издательством «Питер».

Афганская проза Глеба Боброва представляет собой редкий, а возможно, и единственный случай в современной русской литературе низовой, именно солдатской рефлексии на тему войны. Глебу удалось написать настоящую солдатскую энциклопедию Афганской войны — исчерпывающе описать и жизнь солдата и вообще весь «солдатский космос». Пытались многие, а получилось только у него.— Дмитрий Пучков
В 2008 году выходит роман-антиутопия Боброва «Эпоха мертворождённых» о гипотетической гражданской войне на Украине. Роман вызвал определённый резонанс и по состоянию на 2022 год выдержал десять переизданий. С началом политического кризиса на Украине о романе заговорили как о пророческом.
Как публицист в 2005 году Глеб Бобров в соавторстве с К. В. Деревянко и Н. А. Грековым издал книгу «Тарас Шевченко — крестный отец украинского национализма»; в 2012 году в соавторстве с К. В. Деревянко — книгу «Украинка против Украины», в которой с критических позиций дана мировоззренческая оценка творчества Леси Украинки. В 2015-м малым тиражом издал сборник очерков «Луганское направление. Очерки гражданской войны».
Член Союза писателей России. Председатель Союза писателей ЛНР. Главный редактор сайта «Окопка.ру».
Живёт в Луганске.

## Интервью
- Украинский писатель Глеб Бобров: Киев ведёт процесс «дегуманизация противника» (2014)
- Глеб Бобров: к созданию Новороссии я отношусь с огромной надеждой (2014)
- Глеб Бобров: «Афганская война стала соломинкой, сломавшей хребет советскому ослу» (2022)
- Глеб Бобров: «То, что они раньше сделали с евреями, они хотят сделать с нами…» (2023)

## Литературные премии
- Специальная премия журнала «Звезда» в номинации «За лучший дебют»[8] — рассказ «Чужие Фермопилы» (2005)[9]

## Награды
- Медаль «За отвагу» (ДРА, 1985)
- Медаль «От благодарного афганского народа» (ДРА, 1988)
- Медаль «Василий Шукшин» (Союз писателей России, 2015)[10]
- Медаль «Луганцы; Верою и усердием» (ЛНР, 2016)
- Медаль «За заслуги» II степени (ЛНР, 2018)
- Медаль МО РФ «За укрепление боевого содружества» (2023)
- В 2022 и в 2024 годах отмечен благодарственными письмами Президента РФ Владимира Путина.